# Cheryl Dickey
Cheryl Dickey, née le 12 décembre 1966 à Houston (Texas), est une athlète américaine, spécialiste du 100 mètres haies.

## Biographie
Elle remporte la médaille de bronze du 60 m haies lors des Championnats du monde en salle 1997, à Paris. Devancée par les Jamaïcaines Michelle Freeman et Gillian Russell, elle termine ex-æquo avec la Française Patricia Girard dans le temps de 7 s 84, signant à cette occasion la meilleure performance de sa carrière sur la distance. 
En 1998, Cheryl Dickey devient championne des États-Unis du 100 m haies.

### Palmarès
| Date | Compétition                    | Lieu  | Résultat | Épreuve    | Marque |
| ---- | ------------------------------ | ----- | -------- | ---------- | ------ |
| 1997 | Championnats du monde en salle | Paris | 3e       | 60 m haies | 7 s 84 |

### Records
| Épreuve     | Performance | Lieu                | Date         |
| ----------- | ----------- | ------------------- | ------------ |
| 60 m haies  | 7 s 84      | Paris               | 9 mars 1997  |
| 100 m haies | 12 s 72     | La Nouvelle-Orléans | 20 juin 1998 |